# Dom Aquino
Dom Aquino – miasto i gmina w Brazylii, w stanie Mato Grosso.